# 默古雷萊
44°20′58″N 26°01′47″E / 44.34944°N 26.02972°E

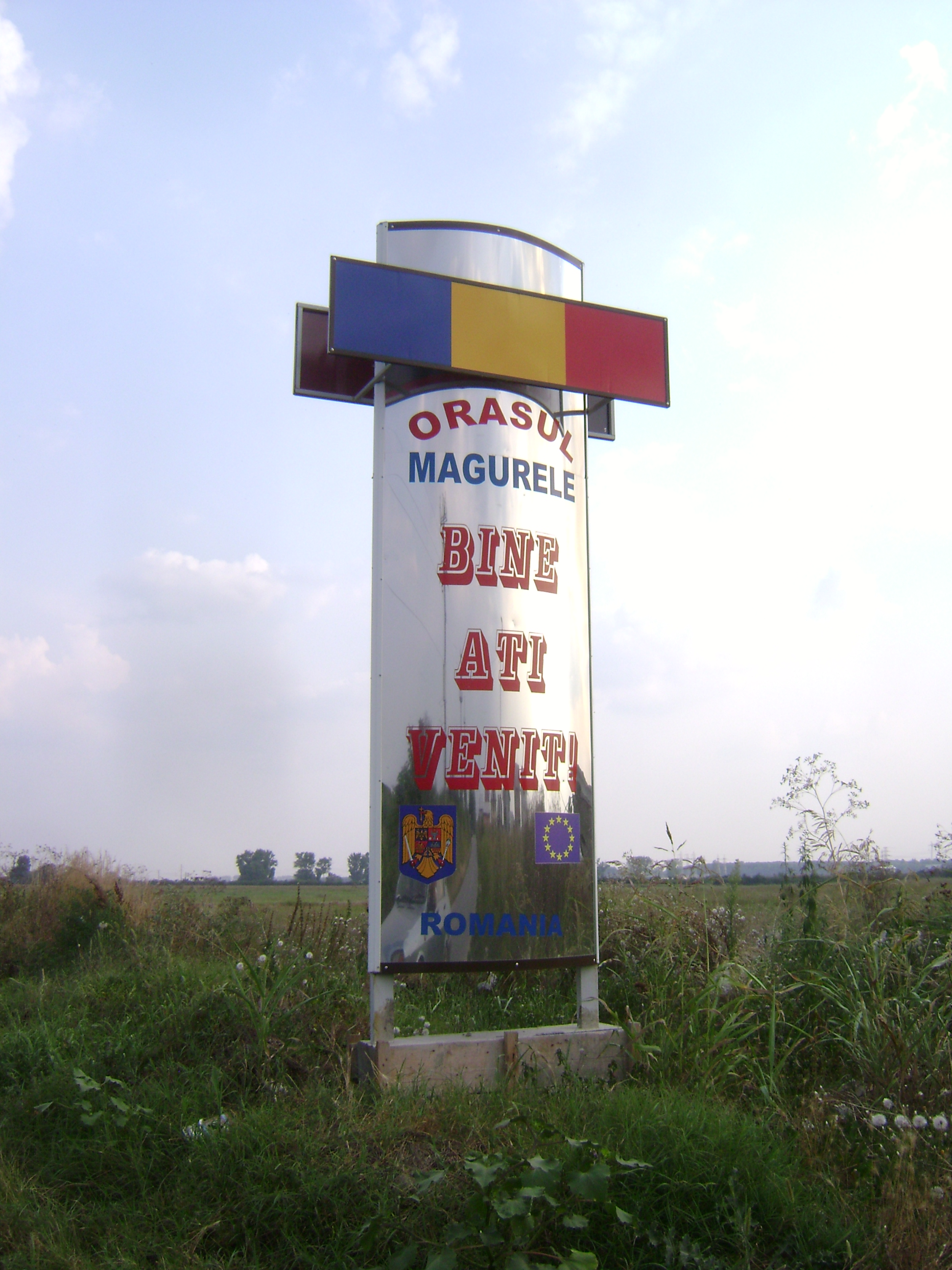
位於該鎮南方的歡迎告示牌

默古雷萊（羅馬尼亞語：Măgurele）是羅馬尼亞的城鎮，位於伊爾福夫縣的西南部。該鎮人口大約為9200人。默古雷萊下轄四個村莊：阿盧尼舒（Alunișu）、杜米特拉納（Dumitrana）、普魯尼（Pruni）與沃爾泰茹（Vârteju）。
默古雷萊鎮為羅馬尼亞的核子物理研究重鎮，羅馬尼亞原子物理研究所與國立物理與核子工程研究所皆位於此。該鎮在1957年至1998年之間擁有一台蘇聯VVR-S研究用反應爐，現已關閉。布加勒斯特大學物理學院也位在此處。
根據羅馬尼亞政府發布的新聞稿，極強光暨核子物理研究中心的高功率雷射系統（HPLS）計畫於2019年3月7日達到了10皮瓦的功率，成為世界上功率最大的雷射光源。

## 歷史
該鎮的名稱可能來自於達契亞語的măgură，也就是山丘的意思。

## 外部連結
- Horia Hulubei National Institute of Physics and Nuclear Engineering （页面存档备份，存于）
- National Institute of Materials Physics